# Francisco Goenechea
Francisco Goenechea Aguirrebengoa, más conocido como Cisco (nacido el 29 de octubre de 1900 en Guecho, Vizcaya, España - fallecido el 2 de mayo de 1937 como consecuencia de la Guerra Civil Española España) fue un futbolista español. Jugaba de delantero y su primer club fue el Atlético de Madrid.

## Carrera
Comenzó su carrera en 1929 jugando para el Atlético de Madrid. Jugó para el club hasta 1930. En ese año se fue al Racing de Santander, en donde estuvo por 6 años seguidos (1930-1936) hasta su retiro definitivo del fútbol. En su carrera futbolística ha jugado un total de 93 partidos y marcó 40 goles.

## Fallecimiento
Falleció en la Guerra Civil Española en 1937. Concretamente el 2 de mayo de 1937.

## Clubes
| Club                | País   | Año       |
| ------------------- | ------ | --------- |
| Atlético de Madrid  | España | 1929-1930 |
| Racing de Santander | España | 1930-1936 |

- Datos: Q15640563